# Noctua subsequa
Noctua subsequa là một loài bướm đêm trong họ Noctuidae.